# Arachnis longisepala
Arachnis longisepala är en orkidéart som först beskrevs av Jeffrey James Wood, och fick sitt nu gällande namn av Shim, Soón och Anthony L. Lamb. Arachnis longisepala ingår i släktet Arachnis och familjen orkidéer. Inga underarter finns listade i Catalogue of Life.

## Bildgalleri

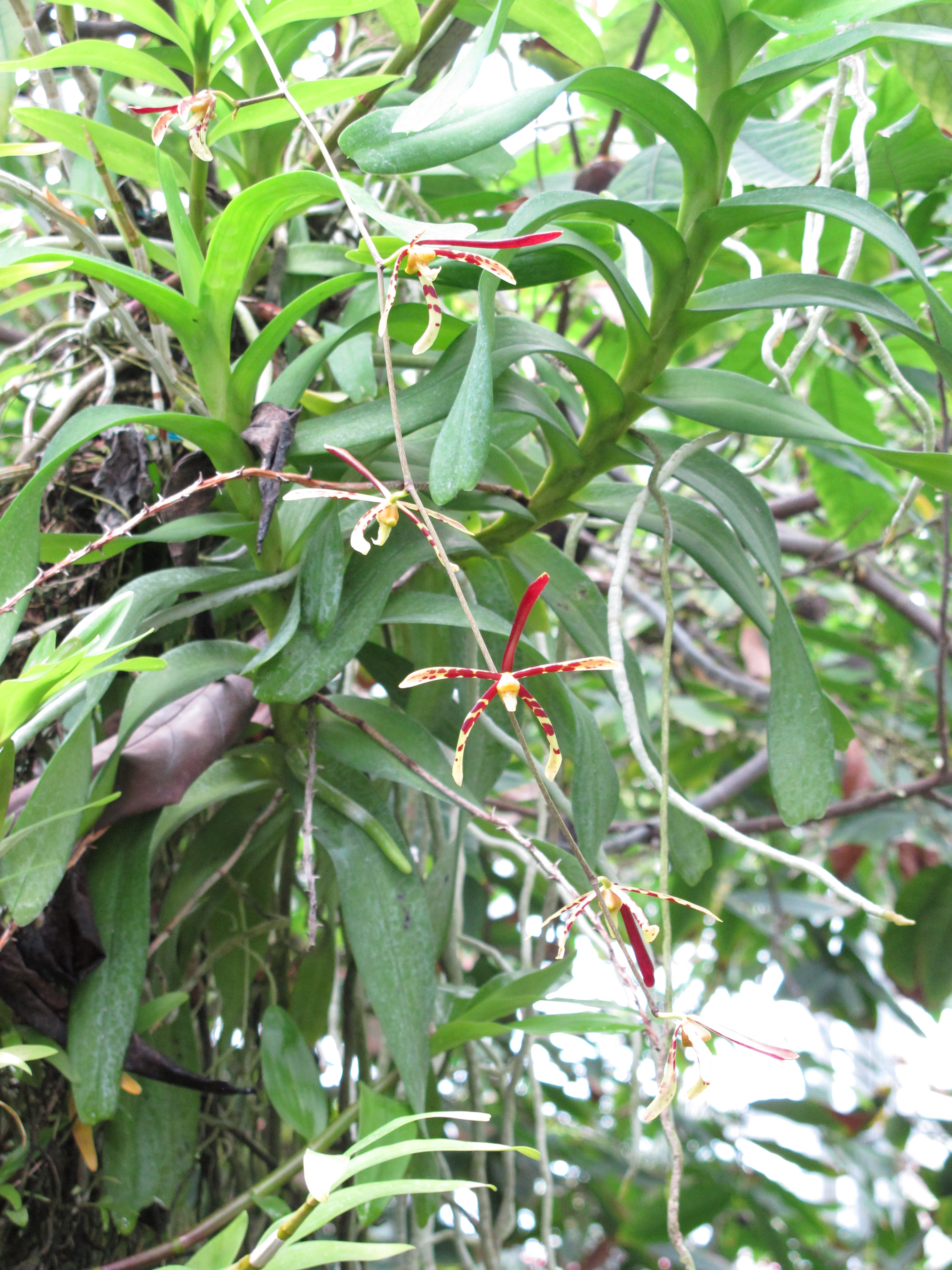